# Euthrausta oxyprora
Euthrausta oxyprora är en fjärilsart som beskrevs av Turner 1908. Euthrausta oxyprora ingår i släktet Euthrausta och familjen Tineodidae. Inga underarter finns listade i Catalogue of Life.